# Dieter Harlfinger
Dieter Harlfinger (Cracovia, 13 marzo 1940) è un filologo, paleografo e codicologo tedesco.
È uno dei massimi paleografi greci e codicologi attivi a cavallo del XX e XXI secolo e un esperto della storia del testo e della fortuna del Corpus Aristotelicum.

## Biografia
Harlfinger ha studiato filologia classica alla Freie Universität di Berlino, specializzandosi in paleografia greca e codicologia. Nel 1970 ha conseguito il dottorato, sotto la guida di Paul Moraux, con una dissertazione dal titolo Die Textgeschichte der pseudo-aristotelischen Schrift peri atomōn grammōn (La storia del testo dello scritto pseudo-aristotelico peri atomōn grammōn). È divenuto poi docente nella stessa università, ottenendo l'abilitazione nel 1976 e divenendo cattedratico nel 1979. Nel 1986 è stato nominato direttore dell'Aristoteles-Archiv. Nel 1990 divenne professore ordinario nell'Università di Amburgo, dove ha insegnato fino al pensionamento nel 2005.

## Attività di ricerca
Sin dalla tesi di dottorato ha approfondito la storia della scrittura greca, specialmente nel medioevo bizantino e nell'Umanesimo italiano, curando cataloghi di copisti e manoscritti e specializzandosi nella paleografia d'expertise, cioè nell'identificazione e nello studio storico delle caratteristiche scrittorie di singoli personaggi e copisti (anche celebri protagonisti della rinascita del greco nell'Occidente europeo). Con Ernst Gamillscheg e Herbert Hunger ha promosso e curato i tre volumi (al 2021) del Repertorium der Griechischen Kopisten (RGK), catalogo dei copisti greci noti che hanno prodotto i codici delle biblioteche britanniche (volume primo), francesi (volume secondo) e romano-vaticane (volume terzo). Ha inoltre curato una raccolta di tavole di codici greci rinascimentali e una di codici del monastero di Santa Caterina sul Monte Sinai; assieme alla moglie Johanna, una raccolta di filigrane di manoscritti greci cartacei.
Nell'ambito della corrente di studi iniziata ai tempi del dottorato, cioè la tradizione e la fortuna di Aristotele, Harlfinger condirige i Commentaria in Aristotelem Graeca et Byzantina (CAGB, divisi in Series Academica [CAGB-SA] e Sources and Studies), prosecuzione e aggiornamento dei Commentaria in Aristotelem Graeca pubblicati dalla Reale Accademia Prussiana di Scienze tra il 1882 e il 1909.

## Opere
- Die Textgeschichte der pseudo-aristotelischen Schrift Περὶ ἀτόμων γραμμῶν. Ein kodikologisch-kulturgeschichtlicher Beitrag zur Klärung der Überlieferungsverhältnisse im Corpus Aristotelicum, Amsterdam 1971
- (con Johanna Harlfinger) Wasserzeichen aus griechischen Handschriften, I-II, Berlin 1974-80.
- Specimina griechischer Kopisten der Renaissance, Bd. 1: Griechen des 15. Jahrhunderts, Berlin 1974
- "Zür Überlieferungsgeschichte der Metaphysik", in Pierre Aubenque (éd.), Essais sur la Métaphysique d'Aristote, Paris, Vrin 1979, pp. 7-33
- (con Herbert Hunger ed Ernst Gamillscheg) Repertorium der griechischen Kopisten 800–1600, 3 Teile, Wien 1981-97
  - 1. Teil: Handschriften aus Bibliotheken Grossbritanniens, Wien 1981
  - 2. Teil: Handschriften aus Bibliotheken Frankreichs und Nachträge zu den Bibliotheken Großbritanniens, Wien 1989
  - 3. Teil: Handschriften aus Bibliotheken Roms mit dem Vatikan, Wien 1997
- Specimina Sinaitica. Die datierten griechischen Handschriften des Katharinen-Klosters auf dem Berge Sinai, 9.–12. Jahrhundert, Berlin 1983